# Mauligobius maderensis
Mauligobius maderensis är en fiskart som först beskrevs av Valenciennes, 1837.  Mauligobius maderensis ingår i släktet Mauligobius och familjen smörbultsfiskar. Inga underarter finns listade i Catalogue of Life.